# Saṃsāra (budism)
Conceptul Samsarei în budism se referă la ciclul vieții, care include nașterea, trăirea (existența) și moartea, apoi întoarcerea la viață.
Termenul poate fi literalmente tradus ca „mișcare continua”. Samsara este repetarea continuă a ciclului vieții.